# Fereydoun Hoveyda

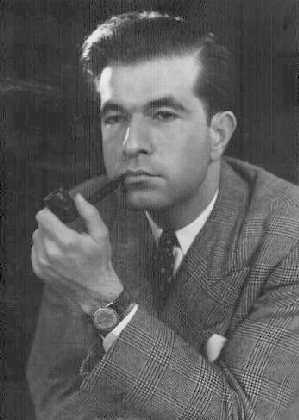
Fereydoun Hoveyda (1948).

Fereydoun Hoveyda (* 21. September 1924 in Damaskus, Syrien; † 3. November 2006 in Clifton, Virginia) war ein iranischer Politiker, Diplomat und Schriftsteller.

## Leben
Der Sohn eines Diplomaten wuchs unter anderem in Beirut auf und studierte später an der Sorbonne in Paris.
Hoveyda trat wie sein Vater in den Diplomatischen Dienst ein und war kurze Zeit Presseattaché, bevor er seinen Professor René Cassin zur Vorbereitung der Konferenz von San Francisco begleitete, aus der die Gründung der UNO hervorging. Danach half er bei der Vorbereitung der Allgemeinen Erklärung der Menschenrechte und war einer ihrer Unterzeichner.
Im Jahr 1948 erhielt er einen Doktortitel für Internationales Recht und Wirtschaft der Sorbonne. Anschließend war er Mitarbeiter der UNESCO. Während dieses weiteren Aufenthalts in Paris begann er mit dem Schreiben von Romanen. Zudem war er ein Gründungsmitarbeiter der „Cahiers du Cinema“, eines Filmmagazins, das die neue Generation junger Filmregisseure förderte. Er schrieb das Drehbuch zum Film India – Matri Bhumi (1959) von Roberto Rossellini.
Hoveyda diente dem Schah Mohammad Reza Pahlavi von 1966 bis 1971 als stellvertretender Außenminister. Als solcher bemühte er sich zusammen mit dem Schah und seinem Bruder Amir Abbas Hoveyda beim damaligen US-Präsidenten Lyndon B. Johnson erfolglos um die Beendigung des Vietnamkrieges.
Anschließend war er von 1971 bis 1979 als Botschafter und Chefdelegierter bei den Vereinten Nationen. Nach der Ermordung mehrerer israelischer Sportler während der Olympischen Spiele von München 1972 wurde er Vorsitzender eines Ad-hoc-Komitees der UNO zu Fragen des internationalen Terrorismus. 1973 wurde er Vorsitzender des UN-Komitees für internationale Abrüstung.
Nach dem Sturz des Schahs durch Ajatollah Ruhollah Chomeini 1979 wurde Hoveyda aus dem diplomatischen Dienst gedrängt. Sein Bruder Amir Abbas Hoveyda, der bis August 1977 Premierminister gewesen war, wurde durch die Anhänger Khomeinis hingerichtet. In einem offenen Brief in der New York Times an den neuen Premierminister bezeichnete er die Hinrichtung seines Bruders als Mord. Gleichwohl kritisierte er auch die Korruption innerhalb des Schah-Regimes.
Später beschäftigte sich Hoveyda in seinen Veröffentlichungen unter anderem mit den Gefahren des islamischen Extremismus und war Gastwissenschaftler des Nationalen Komitees für amerikanische Außenpolitik in New York.
Anfang der 1990er Jahre nahm er die US-amerikanische Staatsbürgerschaft an. Er hinterließ seine Ehefrau Gisela Hoveyda, mit der er 38 Jahre verheiratet war, sowie die zwei Töchter Roxana und Mandana.

## Werke (Auswahl)
- The Fall of the Shah. Windham, New York 1980, ISBN 0-671-61003-1.
- Was wollen die Araber? („Que veulent les Arabes?“). Droemer Knaur, München 1992, ISBN 3-426-04867-1.
- L'Islam bloqué. Laffont, Paris 1993, ISBN 2-221-07411-4.
- My Uncle Sardari's Schindler List. New York 1997.
- The Broken Crescent. The threat of militant Islamic fundamentalism. Praeger, Westport, Conn. 1998, ISBN 0-275-95837-X.
- The Shah and the Ayatollah. Iranian Mythology and Islamic Revolution. Praeger, Westport, Conn. 2003, ISBN 0-275-97858-3.

Drehbücher
- 1959: Indien, Mutter Erde, Regie: Roberto Rossellini
- 2013: A Report, Regie: Abbas Kiarostami